# I Never Learn
I Never Learn är ett musikalbum av Lykke Li som lanserades i maj 2014 på hennes eget skivbolag LL Records. Liksom på det föregående albumet Wounded Rhymes är Björn Yttling med som producent, men producerar inte ensam denna gång. Lykke Li har kallat albumet en samling "powerballader för de nedbrutna". Albumet listnoterades i flertalet europeiska länder och med en tjugonionde plats på Billboard 200-listan nådde Li sin högsta albumplacering i USA dittills.

## Låtlista
1. "I Never Learn"
2. "No Rest for the Wicked"
3. "Just Like a Dream"
4. "Silver Line"
5. "Gunshot"
6. "Love Me Like I'm Not Made of Stone"
7. "Never Gonna Love Again"
8. "Heart of Steel"
9. "Sleeping Alone"

## Listplaceringar
- Billboard 200, USA: #29[2]
- UK Albums Chart, Storbritannien: #33[3]
- VG-lista, Norge: #10[4]
- Sverigetopplistan: #2[5]